# Charrey-sur-Saône
Charrey-sur-Saône település Franciaországban, Côte-d’Or megyében. Lakosainak száma 333 fő (2022. január 1.). Charrey-sur-Saône Magny-lès-Aubigny, Saint-Nicolas-lès-Cîteaux, Bonnencontre és Esbarres községekkel határos.

## Népesség
A település népességének változása:
| Lakosok száma | 189  | 161  | 180  | 310  | 359  | 355  | 351  | 346  | 341  | 333  |
|               | 1968 | 1982 | 1990 | 2006 | 2013 | 2015 | 2017 | 2019 | 2020 | 2022 |